# 吴俊宝
吴俊宝（1965年5月—），湖北潜江人，中国人民解放军空军中将。
曾任空军航空兵师参谋长，南京军区空军航空兵14师师长。2013年，任空军上海基地司令员。
2017年，任中部战区空军副司令员。2021年，任中央军委联合参谋部参谋长助理。2021年12月，升任东部战区副司令员兼战区空军司令员。
2014年12月晋升空军少将军衔，2021年12月晋升空军中将军衔。
2013年12月，吴俊宝由解放军空军上海基地选出，补选为上海市第十四届人民代表大会代表。2018年1月，因调离上海，代表资格终止。